# جان پایس بولند
جان پایس بولند (انگلیسی: John Pius Boland؛ ۱۶ سپتامبر ۱۸۷۰ – ۱۷ مارس ۱۹۵۸) یک تنیس‌باز و سیاست‌مدار اهل بریتانیا بود.
از افتخارات وی می‌توان به کسب مدال طلا تنیس انفرادی و دو نقره در بازی‌های المپیک تابستانی ۱۸۹۶ اشاره کرد.